# Сунь Укун: Переполох в Небесных чертогах
«Сунь Укун: Переполох в Небесных чертогах» (кит. 大鬧天宮, англ. Uproar in Heaven) — полнометражный мультфильм, экранизация классического произведения китайской литературы — плутовского романа «Путешествие на Запад».

## Сюжет
Легендарный герой Сунь Укун, волшебным образом родившийся из камня, живёт под водопадом на благодатной Горе Цветов и Плодов, благосклонно принимая почести от меньших братьев. Видя беспомощность обезьяньего народа в обращении с оружием, Сунь Укун демонстрирует своё боевое искусство, но меч не выдерживает его мощи и ломается прямо в руках. Озаботившись поиском достойной замены, Сунь Укун следует совету старика и отправляется к Морскому Дракону — правителю Подводного царства, требует предъявить арсенал, но не находит ничего подходящего. Чтобы посмеяться и избавиться от назойливой обезьяны, хитрый Дракон предлагает хранящийся в глубине гигантский волшебный посох Цзиньгубан, поднять который не в силах никто. Однако, Сунь Укун, поднаторевший в магии, сумел овладеть посохом, уменьшив артефакт до нужного размера и забрав его с собой, о чём обиженный Дракон доложил верховному божеству — Небесному императору — с просьбой «принять меры». Из двух возможных методов усмирения дерзкой обезьяны (кнутом или пряником) Император выбирает последний, полагая, что, получив должность при Небесном Дворе, Сунь Укун остепенится и не будет нарушать установленного порядка. Призвав героя, Император официально назначает его «конюшим начальником» и отсылает исполнять должность, поручив присмотреть за ним одному из придворных. Явившись в небесную конюшню, Сунь Укун освобождает несчастных коней от привязи и оставляет вольно пастись в облаках, чем вызывает гнев прибывшего туда с инспекцией придворного, который даёт понять, что ничтожная должность конюха никому не даёт права так распоряжаться императорскими лошадьми. Конфликт перерастает в сражение героя с придворным и его эскортом, которые терпят позорное поражение, а Сунь Укун, развалив на прощание конюшню, возвращается на Гору Цветов и Плодов, объявляет себя царём и начинает готовиться к военному походу на Небо. На этот раз Император прислушивается к своему военному советнику и отправляет двух великих воинов — свиноголового туповатого гиганта-силача и юркого заносчивого мальчишку, молниеносно перемещающегося на огненных колёсах Нечжа — проучить наглеца. Легко одолев великана и поглумившись над ним вместе с обезьянами, Сунь Укун вступает в нелёгкую схватку с юным дарованием, которое, лишившись в поединке оружия и оригинального средства передвижения, понуро убирается восвояси. Триумф победителя, давшего достойный отпор верховной власти, сопровождается гневными угрозами оскорблённого военачальника, обещающего скорое и суровое возмездие…